# Doryrhamphus
Doryrhamphus ist eine Seenadelgattung, die im Roten Meer, im Indischen Ozean und im westlichen Pazifik von Süd-Japan bis Neuguinea und Queensland vorkommt.

## Merkmale
Doryrhamphus-Arten werden 3,5 bis 14 cm lang. Sie sind meistens von rötlicher oder rotbrauner Grundfarbe und besitzen einen blauen Längsstreifen, der von der Schnauzenspitze über die Augen und die Körperseiten bis zur Schwanzflossenbasis reicht. Die großen, runden oder fächerförmigen Schwanzflossen sind jeweils mit einer arttypischen, auffälligen Zeichnung gemustert.

## Lebensweise
Doryrhamphus-Arten leben in Korallenriffen und sind frei schwimmende Fische, bleiben aber immer nah bei Höhlen oder Felsspalten. Die Bauchseite wird dabei immer der nächsten festen Oberfläche zugewandt, ein Doryrhamphus-Exemplar, das sich an einer Höhlendecke entlang bewegt, schwimmt also mit dem Bauch nach oben. Doryrhamphus-Arten ernähren sich vor allem von kleinen Krebstieren wie Copepoden, und einige Arten betätigen sich auch als Putzer und reinigen größere Fische von parasitischen Krebstieren.
Doryrhamphus-Arten leben als ausgewachsene Fische meist paarweise. Nach der Balz übernehmen die Männchen die Eier vom Weibchen, um sie an der schwammartig veränderten Bauchseite zu tragen. Die etwa 50 bis 200 Eier liegen dort halboffen und werden nicht durch seitliche Hautlappen geschützt. Die Jungfische scheinen kein oder nur ein kurzes pelagisches Stadium zu durchleben.

## Arten
Es gibt neun beschriebene Arten. Kuiter gibt noch drei weitere, bisher unbeschriebene Arten für die Gattung an.
- Doryrhamphus aurolineatus Randall & Earle, 1994; 3,5 cm; Arabisches Meer.
- Doppelkinn-Seenadel (Doryrhamphus bicarinatus) Dawson, 1981; 8 cm; Indischer Ozean, von Süd- und Ostafrika bis zu den Andamanen.
- Blaustreifen-Seenadel (Doryrhamphus excisus) Kaup, 1856; 6,5 cm; Rotes Meer, westlicher Indischer Ozean.
- Putzer-Seenadel (Doryrhamphus janssi) (Herald & Randall, 1972); 14 cm, Philippinen bis Nordaustralien, Andamanensee und Weihnachtsinsel.
- Honshu-Seenadel (Doryrhamphus japonicus) Araga & Yoshino, 1975; 8,5 cm, Südliches Japan bis Indonesien und Neuguinea.
- Doryrhamphus malus (Whitley, 1954)
- Doryrhamphus melanopleura (Bleeker 1858)
- Fahnenschwanz-Seenadel (Doryrhamphus negrosensis) Herre, 1934; 5,5 cm; Philippinen, Mikronesien bis in den Norden Neuguineas.
- Doryrhamphus paulus Fritzsche, 1980

## Systematik
Doryrhamphus gehört zur Unterfamilie Nerophinae (Doryrhamphinae), also jener Seenadeln, bei denen sich die Brutzone der Männchen unter dem Abdomen vor dem Anus befindet. Dunckerocampus wurde ursprünglich als Untergattung von Doryrhamphus angesehen, gilt inzwischen aber als eigenständige Gattung.